# ASIA SunRise
日本の音楽ユニット。ボーカル・ギター担当の畑崎大樹以外は特定のメンバーはおらず、自由なスタイルを取っている。
畑崎大樹は29歳まで地元和歌山で喫茶店を経営していたが、2000年、音楽活動に専念するために上京し、ASIA SunRise（アジア・サンライズ）として活動。自身で作詞作曲を手がけ、主にクラシックギターとエレキギターの弾き語りを中心に、年間100本以上のライブ活動を行う。
インディーズにて「Happy」「Rainbowman」「Sunshine boy」の3枚をリリース後、2007年にメジャーアルバム「原色」をヴィレッジミュージックよりリリース。
2010年には shibuya duo MUSIC EXCHANGE で行われたワンマンライブのDVD「Oh yeah！」、2011年にフルアルバム「情熱すてるな」をリリース。タイトル曲「情熱すてるな」が、テレビ朝日「ちい散歩」同年4月~6月エンディングテーマに起用される。
2014年5月より、アーティスト名を本名の畑崎大樹に変更し、アコースティック・アルバム「ハートマーク」をリリース。
タイやシンガポールなど、海外でのツアーもコンスタントに敢行している。

## 作品

### アルバム
1. Happy（2004年6月2日）Peaceful Records
  1. Happy
  2. Local Power Vibration
  3. Touch
  4. 星の空
  5. 羽
  6. Rainyday Jamaica
  7. 歩く人
2. Rainbowman（2005年2月2日）
  1. Want
  2. 一枚岩
  3. Jeep
  4. ふたり
  5. 光
  6. 自由地区
  7. ピカピカ
3. Sunshine Boy（2006年6月7日）
  1. Sunshine Boy
  2. Want
  3. Jeep
  4. 古い家
  5. 羽
  6. 深呼吸
  7. Smoke
  8. 千里ヶ浜
  9. Tissue
  10. Local Power Vibration
  11. 土へ還る
  12. 朝が来るよ
4. 原色（2007年7月18日）
  1. 美しい花
  2. 喜びの歌
  3. 月のうた
  4. 片手
  5. 卓球
  6. 花火師
  7. 雨が降る
  8. かゆい
  9. アイスティー
  10. 原色
  11. 月のうた(ウクレレ Version)
5. 情熱すてるな（2011年3月16日）Peaceful Records
  1. 情熱すてるな（テレビ朝日『ちい散歩』4月〜6月エンディングテーマ）
  2. その男はアジの開きを食った
  3. 明るい人
  4. 証明
  5. Heavy Tokyo City Life
  6. 父さん母さん
  7. Work Song
  8. ぼくの足あと
  9. おおらかになれ
  10. バトン
  11. Oh yeah！(Bonus Track)
6. ハートマーク（2014年5月12日）khat RECORDS
  1. ハートマーク
  2. じりじりと
  3. とてつもなく深く海を泳ぐ魚の夢を見た
  4. 二月
  5. 雑草
  6. 魔法
  7. 水たまり
  8. 存在
  9. 月とつぼみ
  10. ポラロイド
  11. 七月
  12. とてつもなく深く海を泳ぐ魚の夢を見た（Bonus Track）

## 参加ミュージシャン
- おおはた雄一
- 山田タマル
- KENJI(IZANAMI・鼓醒)
- KO-HEY（Skoop On Somebody）
- CHIBI（紫）
- スカポンタス
- よしうらけんじ
- 沖仁
- DJ MASS
- Dried Bonito